# Garcinia rumiyo
Garcinia rumiyo är en tvåhjärtbladig växtart som beskrevs av Kanehira. Garcinia rumiyo ingår i släktet Garcinia och familjen Clusiaceae. Utöver nominatformen finns också underarten G. r. calcicola.